# Aérodrome de Paranaguá
L'aérodrome de Paranaguá aussi appelé aéroport Santos Dumont (code IATA : PNG • code OACI : SSPG) est l'aéroport desservant la ville de Paranaguá au Brésil. Comme l'aéroport de Rio de Janeiro, il est nommé d'après le Brésilien pionnier de l'aviation, Alberto Santos-Dumont (1873-1932).
Il est géré par la municipalité de Paranaguá, sous la supervision des Aeroportos do Paraná (SEIL).

## Historique
L'aéroport est destiné à l'aviation générale.

## Compagnies aériennes et destinations
Pas de vols réguliers à partir de cet aéroport.

## Accès
L'aéroport est situé à 2 km du centre-ville de Paranaguá.